# Orthrozanclus reburrus
Orthrozanclus reburrus е морско безгръбначно фосилно животно от среден камбрий. Видът е причисляван към мекотелите, но има сходни черти и с прешленестите червеи и ектопроктите. Представителите на вида са били бентосни животни и вероятното наличие на спикули е било поради защита от неприятели.